# 迪米特尔·彼得罗夫
迪米特尔·彼得罗夫（1924年10月22日—2018年10月16日），保加利亚电影导演。他在1955年至1991年间执导了12部电影。

## 部分电影作品
- 豪猪出生时没有鬃毛 (1971年)
- 与孩子在海边 (1972年)
- 抽屉中的狗 (1982年)